# Lysis de Tarente
Pour le dialogue de Platon, voir Lysis.
Pour les articles homonymes, voir Lysis (homonymie).
Lysis de Tarente (mort v. 390 av. J.-C.) est un philosophe grec pythagoricien. 

## Biographie
Il échappa à la destruction de l'école pythagoricienne de Sicile et d'Italie du Sud avec ses collègues Archippe de Tarente et Philolaos de Crotone, lors de la seconde révolution anti-pythagoricienne (autour de -450), 50 ans après la première révolution où Pythagore lui-même avait connu la mort selon certains doxographes. Il trouva refuge à Thèbes auprès de Polymnis, le père d'Épaminondas, auquel il donna une éducation toute pythagoricienne, ce qui l'aida à se forger un esprit droit et bon stratège. 
Il mourut à Thèbes.
Il y a un autre Lysis à peu près la même époque, évoqué par Platon dans le dialogue du même nom (Lysis). Ce Lysis est jeune et est un compagnon du philosophe, il est assez maladroit et mal éduqué, ce que Platon essaie de corriger.

## Ouvrages
- À Pythagore. Diogène[Lequel ?] nous dit que c'est un écrit ; il n'en dit pas plus, mais il y a toutes les chances[évasif] pour que ce soit un écrit rédigé sous forme de lettre comme cela se faisait beaucoup à l'époque. D'ailleurs le seul autre écrit connu de Lysis est également une lettre, envoyée à Hipparque cette fois (un autre philosophe pythagoricien).[Interprétation personnelle ?]
- Lettre à Hipparque, où il parle ainsi de Pythagore : « Beaucoup de gens racontent que tu philosophes en public malgré l’interdiction formelle de Pythagore, qui en recommandant à Damo sa fille ses ouvrages, lui défendit de les communiquer à personne hors de sa maison. Elle-même aurait pu les vendre un bon prix, elle s’y est refusée, préférant à tout l’or du monde vivre pauvre, en obéissant à son père : et elle a fait cela bien qu’elle ne fût qu’une femme. » (Diogène Laërce Pythagore)
- Les Vers dorés de Pythagore. Selon Fabre d'Olivet, Lysis serait en effet l'auteur de cet ouvrage. Fabre d'Olivet donne les sources suivantes : Jamblique dans son De vita Pythagorica et Plutarque dans De Genio Socratis.